# Оскаршхамн
 Тази статия е за града в Швеция.  За общината вижте Оскаршхамн (община).  
Оскаршхамн (на шведски: Oskarshamn) е град в лен Калмар, югоизточна Швеция, административен център на едноименната община Оскаршхамн. Населението му е около 17 300 души (2010).

## География
Оскаршхамн е разположен на 28 m надморска височина в историческата провинция Смоланд, на брега на пролива Калмарсунд, отделящ континента от остров Йоланд. Намира се на около 250 km на югозапад от столицата Стокхолм и на около 72 km на север от град Калмар.

## История
Местността, в която се намира Оскаршхамн, е известна от Средновековието под името Дьодерхюлтсвик. Градът е основан като шьопинг (пазарен град) през 1645 година от търговци от град Калмар. През следващите два века селището се управлява от общината на Калмар, а съседните селища се опитват да му издействат самостоятелност. През 1843 година то получава известна автономия, но харта на самостоятелен град получава едва на 1 май 1856 година.

## Население
Населението на града през 2010 година е 17 258 жители.

## Инфраструктура
Оскаршхамн има крайна железопътна гара, летище и пристанище.

## Известни личности
Родени в Оскаршхамн
- Аксел Мунте (1857 – 1949), шведски медик